# Aschisma
Aschisma là một chi rêu thuộc họ Pottiaceae.
Bao gồm các loài:
- Aschisma kansanum A.L. Andrews